# Амесса

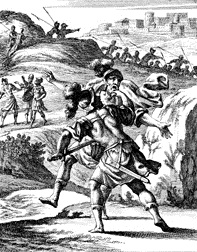
Ксилография Иоганна Кристофа Вайгеля (1645), изображающая смерть Амессы

Амесса, Амаса (עמשא) или Амессай — библейский ветхозаветный персонаж. Его матерью была Авигея, сестра царя Давида и Зеруи (Саруия; мать Иоава). Следовательно, Амесса был племянником Давида и двоюродным братом Иоава, военачальника Давида, а также двоюродным братом Авессалома, сына Давида. Давид называет его «моя кость и моя плоть». Отцом Амессы был Иефер из Изрееля, которого также звали Итра.
Когда Авессалом восстал против Давида и завоевал колена Израиля, он назначил Амессу командующим армией, заменив Иоава, который был командующим при Давиде.
После того, как восстание было подавлено и Авессалом умер, Давид был возвращен обратно в Иерусалим и восстановлен как царь. Давид повторно назначил Амессу «отныне» своим военачальником вместо Иоава. Новая международная версия переводит текст на иврите как командующий «на всю жизнь».
Назначение Давидом Амессы истолковано некоторыми исследователями Библии как «смелый политический ход — пообещать пост главнокомандующего генералу повстанческой армии».
Явно преданный Давиду, Иоав с подозрением относился к любым потенциальным соперникам или к угрозам царству Давида и без колебаний лишал жизни любого, кто мог встать на его пути (например, Авенир и Авессалом). Так что Иоаву не составило труда решиться на убийство Амессы. Собственное оправдание Иоава убийства Амессы могло быть связано с тем, что он считал, что Амесса вступает в сговор с мятежником Савой, сыном Бихри Вениамитянина, из-за того, что Амесса медлил мобилизовать армию против Савы.